# Aukena
Aukena is een eiland van de Gambiereilanden in Frans-Polynesië. Taravai ligt 1650 km ten zuidoosten van Tahiti. Het eiland is 2,9 km lang en hoogstens 0,75 km breed en heeft een oppervlakte van 1,35 km2. Het ligt ongeveer 7 km ten oosten van Mangareva. 

## Geschiedenis
Het eiland werd door de Britse zeevaarder in 1797 bezocht. In de negentiende eeuw kwamen de Fransen en begonnen missiepaters van met hun zendingswerk. Het eiland was toen dicht bevolkt. In 2017 woonden er nog maar 25 mensen.

## Ecologie
De bevolking leeft van landbouw, speciaal de teelt van koffie. Er wordt door de bevolking niet aan de teelt van pareloesters gedaan, zoals op de andere eilanden. Regenwater wordt zorgvuldig opgevangen en er wordt met behulp van zonnepanelen zoet water uit zeewater gewonnen. Op het eiland zijn ook verwilderde geiten, varkens en runderen.
Het eiland heeft een schrale, droogteminnende vegetatie rond de heuveltoppen. Op het eiland komen 38 vogelsoorten voor waaronder zeven soorten van de Rode Lijst van de IUCN waaronder het witkeelstormvogeltje (Nesofregetta fuliginosa).
Eilanden: Temoe - Mangareva - Aukena - Akamaru - Kamaka - Taravai